# The Truman Show
Pour les articles homonymes, voir Truman.
Pour plus de détails, voir Fiche technique et Distribution.
The Truman Show, ou Le Show Truman au Québec, est un film américain réalisé par Peter Weir et sorti en 1998.
Il met en scène Jim Carrey dans le rôle principal, aux côtés de Laura Linney, Noah Emmerich, Ed Harris et Natascha McElhone. Le film raconte la vie d'un homme, Truman Burbank, « vedette » à son insu d'un spectacle de télé-réalité. Depuis sa naissance, son monde n'est qu'un gigantesque plateau de tournage et tous ceux qui l'entourent sont des acteurs. Lui seul ignore la réalité. Le film explore ses premiers doutes et sa quête pour découvrir le but de sa vie.
À sa sortie, The Truman Show est un succès commercial et critique. Le film a été nommé pour de nombreux prix, et Jim Carrey remporte son premier Golden Globe pour ce rôle.

## Synopsis
Depuis qu'il est né et qu'un studio de télévision l'a officiellement adopté, Truman Burbank est, sans qu'il le sache, le héros d'une émission de télé-réalité filmée 24 heures sur 24 et 7 jours sur 7 par plus de 5 000 caméras cachées : The Truman Show. Christof, le créateur et producteur exécutif de l'émission, cherche à saisir les émotions authentiques du héros.
La ville dans laquelle vit Truman se situe sur une île artificielle nommée Seahaven. Il s'agit d'un décor intégral construit sous un énorme dôme, peuplé de membres de l'équipe et d'acteurs, tous complices de l'émission, y compris les parents (non biologiques) de Truman, son épouse, Meryl, ou son meilleur ami, Marlon. De réguliers placements de produits, dans le décors ou les paroles des interprètes, génèrent des revenus pour l'émission. Ce décor sophistiqué permet à Christof de surveiller et contrôler presque tous les aspects de la vie de Truman, y compris la météo.
Pour empêcher Truman de découvrir la vérité et de s'échapper, de peur que l'émission ne s'arrête, Christof élabore des scénarios qui dissuadent le désir d'exploration de Truman, comme la fausse mort de son père par noyade dans une tempête marine pour lui transmettre une phobie de l'eau, la diffusion constante — dans les médias, par le biais de la publicité ou dans les dialogues avec les personnes que Truman côtoie — de messages sur les dangers du voyage ou, au contraire, sur les vertus d'une vie locale et casanière. Cependant, Christof ne peut pas prédire toutes les actions de Truman ni influencer totalement ses sentiments : il prévoyait par exemple de le faire tomber amoureux de Meryl pendant ses années d'université et d'en faire son épouse. Or, si Meryl devient bien l'épouse de Truman, ce dernier n'en tombe pas moins amoureux de Sylvia, qui a été embauchée comme simple figurante.
Sylvia est rapidement retirée du programme avant qu'elle ne puisse en révéler la nature à Truman, mais celui-ci continue à se souvenir d'elle et rêve secrètement de la retrouver. Dans ce but, il cherche à se rendre aux Fidji, où on lui a fait croire que la famille de Sylvia avait déménagé. Dans le monde réel, Sylvia fait partie de « Free Truman », un groupe d'activistes contre le Truman Show, qui cherchent à faire arrêter l'émission et libérer Truman.
À l'approche du trentième anniversaire du Truman Show, son héros commence à découvrir des éléments inhabituels et dissonants, comme un projecteur qui tombe du ciel devant sa maison ou une station de radio qui décrit précisément ses faits et gestes et qui est en réalité le canal de communication de la production. Il est également perturbé par la réapparition de son père, ou plutôt de l'acteur qui l'incarnait, qui ne s'est jamais remis de son retrait du programme et qui s'est ainsi infiltré sur le plateau à l'insu de la production. Truman s'interroge de plus en plus sur sa vie et se rend compte que la ville tourne en quelque sorte autour de lui. Le stress de Meryl, qui tente de maintenir la mascarade face au scepticisme et à l'hostilité croissants de Truman, entraîne la détérioration de leur mariage.
Un jour, Truman prend Meryl par surprise en partant pour un road trip improvisé, mais des urgences et événements de plus en plus invraisemblables leur barrent la route et les empêchent de quitter l'île, la méfiance de Truman redoublant après qu'un policier l'ait appelé spontanément par son prénom, qu'il n'est évidemment pas censé connaître. Après le départ des soi-disant forces de l'ordre qui ont ramené Meryl et Truman chez eux, le couple a une conversation curieusement interrompue par un placement de produit soudain de Meryl. Cette publicité inopportune entraîne une dispute et accentue le scepticisme de Truman, qui comprend que Meryl fait partie d'une sorte de conspiration et la tient sous la menace d'un couteau. Après avoir appelé à l'aide, elle se retire de l'émission. 
Dans l'espoir de ramener Truman dans la fiction qu'il veut maintenir, Christof réintroduit le père de Truman dans l'émission, prétextant qu'il aurait perdu la mémoire après son accident de bateau, au cours d'une émouvante scène de retrouvailles, acclamée par les téléspectateurs. Peu après, lors d'une interview en direct, Christof dévoile les coulisses de son émission tout en abordant les thèmes qui seront prochainement développés dans la série, notamment le divorce programmé de Meryl. Il répond ensuite à quelques questions venant de téléspectateurs par téléphone, notamment Sylvia qui lui dit alors ses quatre vérités. S'ensuit un échange houleux où Christof tente de remettre Sylvia à sa place, mais cette dernière ne démord pas et accuse Christof de séquestration et d'enfreindre la loi. Alors que le coup de théâtre précédent permet à la série de regagner la tête des audiences et que Truman semble retrouver sa routine, un nouveau chapitre est amorcé, durant lequel une ravissante nouvelle collègue est présentée à Truman, dans l'espoir de faire naître un nouveau couple et à terme la première grossesse suivie en direct à la télévision. Pourtant, la nuit suivante, alors qu'il est censé s'être endormi dans sa cave, Truman disparaît secrètement par un tunnel creusé dans son sous-sol, obligeant Christof à suspendre temporairement l'émission pour la première fois de son histoire. Les téléspectateurs du monde entier sont interloqués par cet événement inattendu.
Christof mobilise tout le personnel de l'émission, acteurs et figurants ainsi que l'équipe technique, pour rechercher Truman à travers toute la ville et brise le cycle jour-nuit de la production pour optimiser la recherche en activant de manière rapide et anticipée le lever du soleil artificiel. Alors que tous les complices s'activent sur l'île et en coulisse, Truman est finalement retrouvé sur les caméras d'un petit bateau sur lequel il navigue, surmontant sa peur de l'eau, pour s'éloigner de Seahaven. Le direct est réactivé et, ne pouvant pas aller chercher Truman par bateau, Christof décide de lancer une violente tempête afin de faire chavirer le navire et ainsi inciter Truman à faire demi-tour, mais celui-ci, déterminé, continue. Après avoir failli le noyer, Christof met fin à la tempête et Truman continue à naviguer jusqu'à ce que son bateau heurte la paroi du dôme, sur laquelle est peint un ciel artificiel.
D'abord déboussolé, Truman découvre à proximité un escalier menant à une porte de sortie. Alors que Truman envisage de quitter son monde, Christof s'adresse directement à lui par le biais de haut-parleurs et tente de le persuader de rester, affirmant qu'il n'y a pas plus de vérité dans le monde extérieur que dans celui qu'il a toujours connu, dans lequel il n'a rien à craindre.
Après un moment de réflexion, Truman prononce sa célèbre phrase d'accroche qu'il répétait régulièrement à ses proches : « Au cas où on ne se reverrait pas d'ici là, je vous souhaite une bonne soirée et une excellente nuit ». Avec un grand sourire, il s'incline alors pour saluer son public et sort. Les téléspectateurs célèbrent son évasion avec des explosions de joie et Sylvia part de chez elle en courant, toute heureuse, pour le retrouver. Les superviseurs de Christof terminent finalement l'émission sur un plan de la porte de sortie ouverte, laissant Christof pleurer sur son échec à faire perdurer l'émission.

## Fiche technique
Sauf indication contraire, les informations mentionnées dans cette section peuvent être confirmées par les bases de données cinématographiques  présentes dans la section « Liens externes ».
- Titre français et original : The Truman Show
- Titre québécois : Le Show Truman
- Réalisation : Peter Weir
- Scénario : Andrew Niccol
- Musique : Burkhard Dallwitz
  - Musique additionnelle : Philip Glass
- Photographie : Peter Biziou
- Montage : William M. Anderson et Lee Smith
- Direction artistique : Richard L. Johnson
- Décors : Dennis Gassner
- Costumes : Marilyn Matthews
- Production : Edward S. Feldman (en), Andrew Niccol, Scott Rudin et Adam Schroeder (en)
  - Coproduction : Richard Luke Rothschild
  - Production déléguée : Lynn Pleshette
- Sociétés de production : Scott Rudin Productions et Paramount Pictures
- Pays de production :  États-Unis
- Langue originale : anglais
- Genre : comédie dramatique, anticipation
- Format : couleur - 1,85:1 - 35 mm - DTS / Dolby Digital / Dolby Atmos
- Durée : 103 minutes
- Dates de sortie :
  - États-Unis et Canada : 5 juin 1998
  - France : 12 octobre 1998 (Festival de Deauville) ; 28 octobre 1998 (sortie nationale)
  - Belgique : 4 novembre 1998
- Classification : 
  - États-Unis : PG Rated PG for thematic elements and mild language
  - France : tous publics

## Distribution
Sauf indication contraire, les informations mentionnées dans cette section peuvent être confirmées par les bases de données cinématographiques  présentes dans la section « Liens externes ».

### Personnes participant auTruman Show
- Jim Carrey (VF : Emmanuel Curtil) : Truman Burbank
  - Blair Slater (VF : Donald Reignoux) : Truman Burbank enfant
  - Kade Coates : Truman à 4 ans
- Laura Linney (VF : Catherine Le Hénan) : Hannah Gill, actrice interprétant Meryl, l'épouse de Truman
- Noah Emmerich (VF : Guillaume Orsat) : Louis Coltrane, acteur interprétant Marlon, le meilleur ami de Truman
- Natascha McElhone (VF : Juliette Degenne) : Sylvia, ancienne figurante sous le nom de Lauren Garland
- Holland Taylor : Alanis Montclair, actrice interprétant Angela, la mère de Truman
- Brian Delate (VF : François Chaix) : Walter Moore, acteur interprétant le père de Truman
- Peter Krause : Lawrence, le collègue de bureau de Truman
- Heidi Schanz : Vivien, la nouvelle collègue de Truman
- John Roselius : le faux père de Lauren sur la plage
- Antoni Corone (en) : un garde de sécurité
- Mario Ernesto Sánchez (en) : un garde de sécurité
- Marcia DeBonis : une infirmière

### Personnes travaillant pour la télévision
- Ed Harris (VF : Georges Claisse) : Christof
- Una Damon (en) : Chloe
- Peter Krause (VF : Jérôme Keen) : Lawrence
- Paul Giamatti (VF : Michel Mella) : Simeon
- Philip Baker Hall : un dirigeant de la chaîne
- John Pleshette (en) : un dirigeant de la chaîne
- Harry Shearer (VF : Jean Barney) : Mike Michaelson, le présentateur de talk-show
- Philip Glass : un claviériste

### Public
- O-Lan Jones : une serveuse de bar
- Terry Camilleri : le téléspectateur dans la baignoire
- Joel McKinnon Miller : un gardien de parking
- Yuji Okumoto : un spectateur japonais
- Saemi Nakamura (en) : une spectatrice japonaise

Sources et légende : version française (VF) sur AlloDoublage

## Production

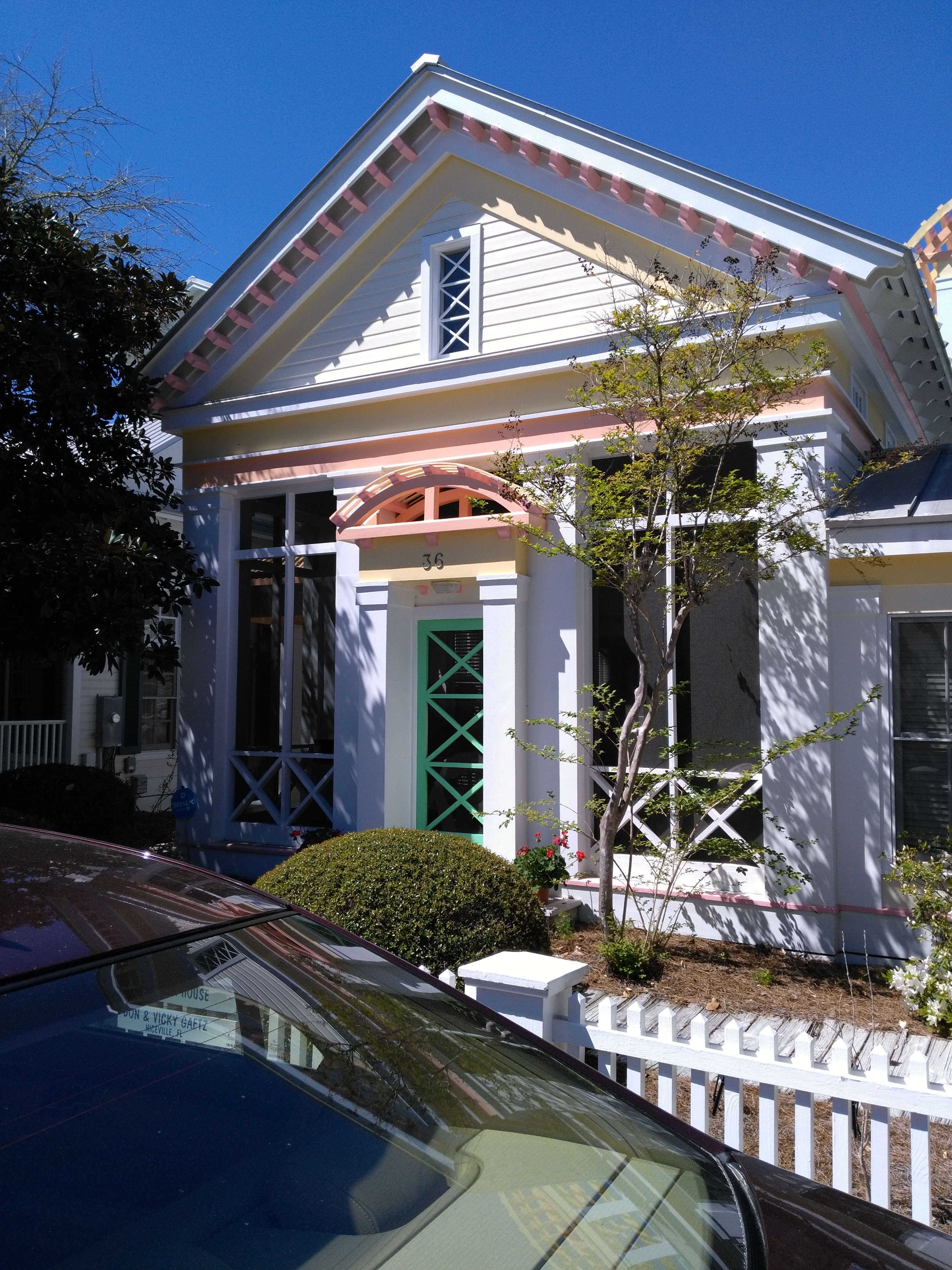
Maison réelle située à Seaside, en Floride, ayant servi de décor pour figurer celle de Truman.

Le film est, durant une période, proposé au réalisateur Brian De Palma qui est finalement écarté du projet car, selon lui, Jim Carrey n'est pas le meilleur choix pour le personnage principal. Il lui aurait préféré Tom Hanks.
Le cadre principal de l'action est la cité factice de Seahaven, banlieue parfaite dont Truman finit par découvrir qu'elle n'a été construite que pour servir de décor au programme de télé-réalité dont il est à son insu le héros. Pour rendre l'artificialité requise par le scénario d'Andrew Niccol, il est apparu au réalisateur Peter Weir que les décors d'Hollywood « faisaient trop réalistes » ; et c'est, en définitive, dans la ville nouvelle de Seaside, en Floride — c'est-à-dire paradoxalement dans une ville réelle — que s'est déroulée la majeure partie du tournage.
Le tournage se déroule du 9 décembre 1996 au 21 mars 1997.

## Bande originale
Musiques préexistantes utilisées : 
- Mozart : sonate pour piano no 11 (3e mouvement, « marche turque ») et concerto pour cor no 1 (1er mouvement)
- Chopin : concerto pour piano no 1 (2e mouvement)
- Brahms : Berceuse

## Accueil

### Accueil critique
Sur l'agrégateur américain Rotten Tomatoes, le film récolte 94 % d'opinions favorables pour 126 critiques. Sur Metacritic, il obtient une note moyenne de 90⁄100 pour 30 critiques.
En France, le site Allociné propose une note moyenne de 3,6⁄5 à partir de l'interprétation de critiques provenant de 5 titres de presse.

### Box-office
- États-Unis : 125 603 360 $ de recettes
- France : 1 641 062 entrées[7]

## Distinctions

### Récompenses
- Golden Globes 1999 : meilleur acteur dans un film dramatique pour Jim Carrey, meilleur acteur dans un second rôle pour Ed Harris, meilleure musique de film pour Burkhard Dallwitz et Philip Glass
- BAFTAs 1999 :  meilleur réalisateur pour Peter Weir, meilleur scénario original pour Andrew Niccol, meilleure direction artistique pour Dennis Gassner
- Prix Hugo 1999 pour la meilleure présentation dramatique

### Nominations
- Prix du cinéma européen 1998 : Prix Screen International du film non européen
- Golden Globes 1999 :  meilleur film dramatique, meilleur réalisateur pour Peter Weir, meilleur scénario pour Andrew Niccol
- Oscars 1999 : meilleur réalisateur pour Peter Weir, meilleur acteur dans un second rôle pour Ed Harris, meilleur scénario original pour Andrew Niccol
- BAFTAs 1999 : meilleur film, meilleur acteur dans un second rôle pour Ed Harris, meilleure photographie pour Peter Biziou, meilleurs effets visuels

## Commentaires

### Analyse du film
The Truman Show est un film qui s'est fait connaître par la critique des émissions de télé-réalité contemporaines qu'il réalisait. Cependant, la vision d'un homme aux prises avec un système tout-puissant, vivant dans l'ignorance et dans la banalité, n'est pas chose nouvelle et de nombreux rapprochements peuvent être faits. Néanmoins, le film n'est pas une simple redite et pose des questions inédites.
Ce dernier est enfermé dans un monde modelé et factice entièrement contrôlé par le réalisateur de l'émission dont il est le héros à son insu. La régie est placée dans la Lune mobile qui touche le plafond du studio et se déplace sur un rail. Ce placement et ce secret peuvent être compris comme l'allégorie d'un « Dieu tout-puissant », omnipotent, orgueilleux de sa toute-puissance, caché du protagoniste principal qui n'a aucune conscience de sa présence et encore moins de raison d'y songer.
D'un autre point de vue, le réalisateur Christof n'est pas le seul « maître » de Truman ; il y a aussi les spectateurs qui sont avides de voyeurisme, ce qu'ont bien compris les publicitaires qui en profitent aussi : le film est en effet parcouru de références variées relevant du placement de produit dans la maison ou dans la ville. Les proches du jeune homme font régulièrement la promotion de produits de consommation dans le cadre de contrats publicitaires liés à l'émission. Cela les incite évidemment à vouloir placer leurs produits promotionnels en utilisant des slogans de circonstance, dans les discussions qu'ils ont avec lui (du fait de l'assurance d'être filmé). De même, des produits dérivés de l'émission et à l’effigie de Truman sont visibles chez beaucoup de téléspectateurs : par exemple des calendriers, des coussins, des vêtements, des tasses...
Par ailleurs, les spectateurs, tout comme Truman, sont eux aussi placés devant des choix qui leur sont dictés : depuis le début du programme, des questionnaires leur font croire qu'ils peuvent donner leur avis à propos des lignes principales de la vie du jeune homme. Pourtant, ces dernières sont préalablement décidées à l'avance par Christof et mises en pratique par son équipe. 
L'omniprésence des caméras produit spontanément une atmosphère étouffante, malsaine, cynique et hypocrite, proche de Big Brother et de la surveillance de masse. En effet, Truman est uniquement entouré d'acteurs qui ne font que jouer la comédie, quoi que puissent être leurs actions. Se promener dans la ville, avoir un métier véritablement fonctionnel, se rendre dans l'entreprise d’assurance où travaille Truman n'est qu'une mascarade de leur part. Tous ces quidams ne sont présents que pour remplir un rôle d'apparence, de silhouettes muettes comme dans un stalking en groupe. 
La pseudo-« mère » n'éprouve pour Truman, depuis le début, aucune tendresse maternelle ni respect véritable. Son « épouse » répugne à se trouver près de lui. Son « meilleur ami d'enfance » n'est là que pour restreindre ses velléités de comportement, pour le forcer à entrer dans le moule prévu par Christof. Les vrais sentiments n'ont pas leur place dans la zone de tournage, au risque d'être expulsé de l'émission comme cela fut le cas de son « père », honnêtement révulsé par ce que l'enfant subit.
Au fil du temps, le réalisateur s'est arrogé tous les pouvoirs sur la vie sociale de Truman. Les interactions avec autrui du jeune homme, ses aspirations, ses rêves, ses peines sont depuis des décennies sous la coupe réglée de Christof. Alors qu'il est interrogé durant son enfance sur ce qu'il souhaite réaliser lorsqu'il sera adulte, Truman répond qu'il veut voyager et parcourir le monde. Ce n'est évidemment pas compatible avec les projets du réalisateur. Pour s'assurer que le héros malgré lui ne soit pas tenté de partir de la petite ville de son enfance, le chef va agir de manière machiavélique et lui fabriquer un traumatisme de toutes pièces : assister à ce qui lui apparaît comme la mort par noyade de son père qui a chuté d'un petit bateau, devant lui. Cela fonctionne durant des années : sa perception du monde s'est retrouvée biaisée pour qu'il possède la peur panique de s'approcher de l'eau. Truman se fige donc dans un mensonge qui a pour but de s'assurer d'une docilité qui n'aurait pas été naturelle sans ce stratagème. De plus, cette technique permet d'éloigner le pseudo-père, ce qui n'est pas pour déplaire au réalisateur.
Dans la même optique de forcer le dégoût de la découverte et du voyage de Truman, diverses affiches punaisées sur les murs d'une agence factice dans la ville sont des illustrations de catastrophes aériennes et autres dégâts de masse. Il est évident qu'elles sont ouvertement présentes pour que Truman ne cherche pas à sortir de la zone de confort de la ville.
Par le biais d'oreillettes, le réalisateur dicte aussi des répliques que les acteurs principaux doivent prononcer (la femme de Truman, sa mère, son ami), lorsqu'ils s'adressent au héros malgré lui.
Lorsque Truman décide, en dernier recours et par désespoir, de quitter sa ville après avoir été appelé par son prénom par un homme qui lui est un parfait inconnu, l’atmosphère des lieux devient nettement plus sinistre. Une tempête artificielle est créée par une puissante machinerie cachée, d'ordinaire dévolue à créer les vagues de la mer paisible. La tempête est dantesque car les flots sont si difficilement navigables que Truman risque la noyade. Enfin, malgré cette péripétie, Truman arrive au mur délimitant le studio et se rend compte qu'il est enfermé : le ciel de l'horizon est en fait une paroi peinte. Il peut longer le rebord et il trouve une porte qui lui permettrait de sortir. 
Le réalisateur s'adresse alors à lui par une voix haut perchée, immatérielle, qui descend du ciel. Il lui révèle qu'il se trouve présent pour le divertissement de millions de personnes et que toute sa vie a été scrutée depuis sa naissance.
Christof n'a pas de véritable contre-pouvoir dans sa bulle onirique artificielle. Son comportement, depuis des décennies, est omnipotent, narcissique et arrogant. Sa gestion de Truman qu'il contrôle comme une marionnette depuis sa naissance lui a fait complètement oublier le libre-arbitre spontané de chaque individu. De cette façon, le réalisateur possède l'orgueil de croire que Truman n'aura pas le cran, ni l'envie, ni la logique de partir du studio : puisque ce n'est pas dans les plans du réalisateur, ce dernier ne trouve pas cela possible ou faisable.
Truman, pourtant, refuse bravement. Cette partie du film est un éloge de la liberté de pensée et de décision. Ce côté rappelle le livre Le Meilleur des mondes, d'Aldous Huxley, avec le même combat entre d'un côté une vie contrôlée, surveillée, mais sans risques, et de l'autre la liberté et ses problèmes inhérents.
Le film semble aussi traiter de l'impossible contrôle total des individus. La fuite du héros n'est pas due à une volonté éclairée de découvrir le monde dont il a peur, mais au désir fou d'une femme à peine rencontrée et à une lucidité qui s'éveillera au fil du temps. Ce thème se trouve également dans le roman 1984, où c'est aussi l'amour qui guidera la rébellion de Winston Smith. Le mythe des marionnettes de Platon peut également être un point de vue qui permet de décrire l’interaction malaisée entre Christof et Truman.

### Sources d'inspiration du film
The Truman Show se conçoit initialement comme une dénonciation du pouvoir despotique de la télévision et de son emprise sur les esprits, ce qui le rapproche des films Network de Sidney Lumet, Quiz Show de Robert Redford et Louis 19, le roi des ondes de Michel Poulette. Il reprend également le thème principal de la nouvelle Le Prix du danger de Robert Sheckley et des romans The Continuous Katherine Mortenhoe de David Compton et Running Man de Stephen King. Il évoque la manipulation des masses par les puissants. La recherche de la réalité de Truman rappelle Dark City, sorti la même année, ou Matrix, sorti un an plus tard, par le biais de l'allégorie de la caverne, et des éléments de la série Le Prisonnier. Par ailleurs, The Truman Show partage aussi avec Matrix un jeu sur les niveaux de réalité qui se télescopent au départ chez le personnage principal et le spectateur. La mise en scène d'une réalité virtuelle, assimilée à la seule réalité, n'est, dans les deux cas, qu'un simulacre édifié par un malin génie qui confond vérité et mensonge. « Truman » est la contraction de true man qui signifie, en anglais, « l'homme vrai » ou « l'homme véritable ». Au début du film, certains « figurants » laissent entendre qu'il s'agirait d'une expérience pour  voir comment réagirait vraiment un homme lors de situations dignes d'une série télévisée, comme la fausse disparition de son père.